# いのこざゆき
いのこざ ゆき（9月28日生）は、日本の女性声優。兵庫県出身。以前はメディアフォースに所属していた。血液型はAB型。

## 出演作品

### テレビアニメ
- レ・ミゼラブル 少女コゼット（店員A）

### ゲーム
- アルカナハート3（パルミラ・アンフォッシ、鬼瀬巡査、ナレーション）

### 吹き替え
- アナコンダ・アイランド
- エアポート2010（アーラス）
- 女教師グロリア（アンバー）
- 恋するハリウッド日記〜ジジは幸せアン・ハッピー!〜
- ザ・チェーンソー・スラッシャー（ジュリー）
- ZANKOKU 残酷（ビッキー）
- 女子高生サバイバル・ドライブ
- 侵略（ケーシー）
- SUPER CROC（ジュリー・ダベンポート軍曹）
- スライサー（グウェン）
- スリープウォーク（カーラ）
- センター・オブ・ジ・アース ワールド・エンド（グレチェン）
- ダークライト（TVレポーター）
- ツイスター2010（エリー〈パスカル・ハットン〉）
- ディ・オブ・ザ・デシィジョン3（一味の女）
- デプス・チャージ -合衆国撃沈-（チャン）
- 特殊能力捜査官 ペインキラー ジェーン（若いジェーン）
- 野良犬たちの掟（アンドレア（少年））
- 暴力サークル
- ハイスピード・バトル（サバンナ）
- パイレーツ・オブ・バルト エピソード1・2（クラウス（子供時代））
- バックラッシュ（ニコルス）
- パトリオット・ミッション（少年）
- ヒューマン・トラフィック（イヴァンカ）
- リベンジ（キャサリン）

### ラジオ
- 岩田光央・鈴村健一 スウィートイグニッション（番組アシスタントパーソナリティー）